# Glücksindikator
So genannte Glücksindikatoren sind Kennziffern, die das menschliche Glück oder die menschliche Zufriedenheit über Zeit und Ort hinweg vergleichbar machen sollen. Basierend auf den Erkenntnissen der Glücksforschung und der positiven Psychologie wird teilweise davon ausgegangen, dass Glück (oder Subjektives Wohlbefinden) messbar und sogar über kulturelle Grenzen hinweg vergleichbar sei: dafür bieten Glücksindikatoren einen Rahmen.

## Methodik
Es existieren verschiedene Methoden, zu versuchen, das Glück oder das subjektive Wohlergehen von Menschen zu bestimmen. Die am einfachsten bei einer größeren Menge von Menschen anwendbare Methode sind subjektive Zufriedenheits-Befragungen. Den Teilnehmern wird hierbei eine oder mehrere Fragen zu ihrem Wohlergehen/Glücksgefühl vorgelegt. Im Folgenden werden einige der gebräuchlichsten Befragungen vorgestellt.
U-Index
Bei dieser Erhebung wird der Teilnehmer nach den Zeitspannen des Tages befragt, in denen er sich unwohl („unpleasent state“) fühlte.
Day Reconstruction Method
Hierbei wird der Teilnehmer befragt, wie zufrieden er oder sie zu bestimmten Zeitpunkten des Tages war.
Euro-Barometer Survey Series
Die Teilnehmer müssen hier die folgende Frage beantworten:
“On the whole, are you very satisfied, fairly satisfied, not very satisfied, or not at all satisfied with the life you lead?”
etwa: „Sind Sie insgesamt sehr zufrieden, zufrieden, nicht sehr zufrieden oder überhaupt nicht zufrieden mit dem Leben, das Sie führen?“
Glücksatlas
Bei dieser Methode müssen die Teilnehmer zwei Fragen mit einer Punktzahl von 0 bis 10 bewerten, wobei 0 der schlechteste und 10 den besten Wert darstellt:
- Wenn Sie einmal alles in allem nehmen, wie zufrieden sind Sie insgesamt mit ihrem Leben?
- Sagen Sie mir auf einer Skala von 0 bis 10, inwiefern Sie das, was Sie tun, als wertvoll und nützlich empfinden.

Daneben wird noch eine Frage zur Häufigkeit des Glücksempfindens gestellt:
- Wie oft haben Sie sich in den letzten vier Wochen glücklich gefühlt – sehr oft, oft, selten oder gar nicht?

Life Satisfaction Scale („Lebenszufriedenheits-Skala“)
Bei dieser Methode müssen die Teilnehmer fünf Fragen mit einer Punktzahl von 1 bis 7 bewerten, wobei 1 keine Zustimmung und 7 maximale Zustimmung bedeutet:
- In most ways my life is close to my ideal. (Mein Leben entspricht überwiegend meinen Idealvorstellungen.)
- The conditions of my life are excellent. (Meine Lebensbedingungen sind hervorragend.)
- I am satisfied with my life. (Ich bin mit meinem Leben zufrieden.)
- So far I have gotten the important things I want in life. (Bislang habe ich die wichtigen Dinge in meinem Leben erreicht.)
- If I could live my life over, I would change almost nothing. (Wenn ich mein Leben nochmal leben könnte, würde ich fast nichts ändern.)

### Neuromedizinische Forschung
Mittels fMRI und EEG ist es möglich, die Durchblutung von Hirnarealen zu messen. In vielen Experimenten wurde in den letzten Jahrzehnten erforscht, welche Gefühle zu Aktivitäten welcher Gehirnareale führen. In diesem Zusammenhang wurden auch positive Emotionen und Glücksgefühl erforscht. So zeigt sich, dass eine höhere Aktivität des linken präfrontalen Cortex (PFC) stark mit einer offenen, neugierigen Haltung gegenüber Reizen korreliert, während eine höhere Aktivität des rechten PFC mit einer eher ängstlichen Rückzugshaltung korreliert. In weiteren Experimenten konnten Davidson et al. eine entsprechende Verbindung zwischen Hirnaktivität und persönlicher Einschätzung des Glücks/der Zufriedenheit zeigen: stärkere Aktivität des linken PFC korrelierte deutlich mit höherer subjektiver Zufriedenheit.

## Glücksindikatoren in der konkreten Anwendungen
Manche Vertreter der Glücksforschung wie Richard Layard vertreten die Ansicht, dass Politik das Ziel haben sollte, das menschliche Wohlergehen und nicht den materiellen Wohlstand zu maximieren. Um dieses Ziel zu erreichen, sei die Analyse und kontinuierliche Erhebung von Glücksindikatoren erforderlich.

### Bruttonationalglück in Bhutan
Der König von Bhutan drückte mit diesem Ausdruck schon 1972 die Auffassung aus, dass die reine Betrachtung der Wirtschaft und des Bruttosozialprodukts zu wenig über das Wohlergehen der Einwohner eines Staates aussagt. Die vier Säulen des Bruttonationalglücks sind die Förderung einer sozial gerechten Gesellschafts- und Wirtschaftsentwicklung, Bewahrung und Förderung kultureller Werte, Schutz der Umwelt und Errichtung von guten Regierungs- und Verwaltungsstrukturen.

### Großbritannien
In Großbritannien werden seit einigen Jahren auf nationaler Ebene Nachhaltigkeitsindikatoren erhoben. Seit 2006 werden im Rahmen dieser Erhebungen auch Glücksindikatoren abgefragt, so sollen die Befragten u. a. ihre Lebenszufriedenheit auf einer Skala von 0 bis 10 einordnen.